# Oratoire de France

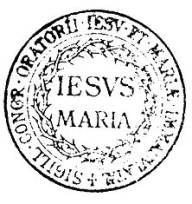
Siegel der Congregatio Oratorii Jesu et Mariae Immaculatae

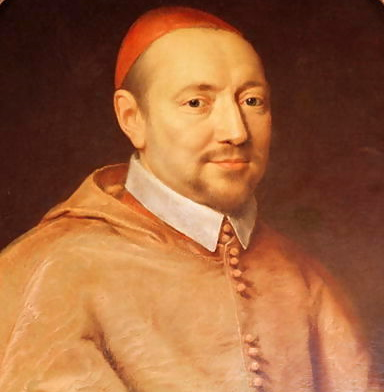
Pierre de Bérulle als Kardinal (ca. 1627)

Die Kongregation Oratoire de France (Französisches Oratorium) zu Ehren Jesu und der Unbefleckten Maria (Congregatio Oratorii Jesu et Mariae Immaculatae (Abk. OrJMI), Französische Oratorianer) wurde 1611 durch Pierre de Bérulle (1575–1629) gegründet. Das Oratorium ist vom Oratorium des heiligen Philipp Neri inspiriert, aber anderweitig von diesem unabhängig. Angehörige beider Gemeinschaften werden als Oratorianer bezeichnet.

## Geschichte
Das von dem späteren Kardinal Pierre de Bérulle am 11. November 1611 in Paris nach dem italienischen Vorbild gegründete Oratorium von Frankreich wurde 1613 von Papst Paul V. anerkannt. Es ist eine Gesellschaft apostolischen Lebens nach  päpstlichem Recht, bestehend aus Priestern und Laien die ohne religiöse Gelübde in Gemeinschaft leben. Vom römischen Oratorium unterscheidet es sich „durch eine besondere Ausprägung der Spiritualität der Christusfrömmigkeit und der Marienverehrung.“ Es breitete sich über ganz Frankreich und später auch in anderen Ländern aus. Während des 17. und 18. Jahrhunderts erlebte es eine große Expansion in Frankreich, wo sich die Oratorianer der Erziehung widmeten und somit auf diesem Gebiet zu Rivalen der Jesuiten wurden: „Viele der Priester folgten den Gnadenlehren des Jansenius und des Augustinus, die das menschliche Leben fundamental abwerteten.“ Der Orden wurde 1792 in der Zeit der Französischen Revolution aufgelöst, im 19. Jahrhundert aber 1852 von Alphonse Gratry (1805–1872) und Pierre Pététot (1801–1888) restauriert. Seitdem widmen sich die französischen Oratorianer hauptsächlich der Leitung von Hochschulen und Seminaren. Das Collège de Juilly in Juilly (Seine-et-Marne), eine Bildungseinrichtung unter der Leitung der französischen Oratorianer, war von 1638 bis 2012 fast ohne Unterbrechung in Betrieb.
Zu den Mitgliedern der Kongregation zählten Charles de Condren, Jacques Joseph Duguet, Bernard Lamy, Nicolas Malebranche, Richard Simon, Jean-Baptiste Massillon, Joseph Fouché, Pasquier Quesnel, Lucien Laberthonnière und viele andere.